# بولونكول
بولونكول هي بحيرة ضحلة للمياه العذبة في مقاطعة بدخشان الجبلية ذاتية الحكم، في جنوب شرق طاجيكستان، حوالي 130 كم شرق عاصمة المقاطعة خروج . قع في وادي غونت العلوي لجبال بامير، وتبلغ مساحتها 3900 هكتار بعمق أقصاه 6 م. يغطي الغطاء النباتي الكثيف الكثير من سطحه. تقع على بعد 1.5 كيلومتر (0.93 ميل) من بحيرة مماثلة، يشلكول، وكلاهما محاط بأراضي رطبة أخرى بالإضافة إلى السهول الرملية والحصوية . وهي تشكل البحيرة جزءًا من بحيرات وجبال بولونكول ويشكول  .
كانت البحيرة مخزنة بـ 37000 كارب في عام 1967.

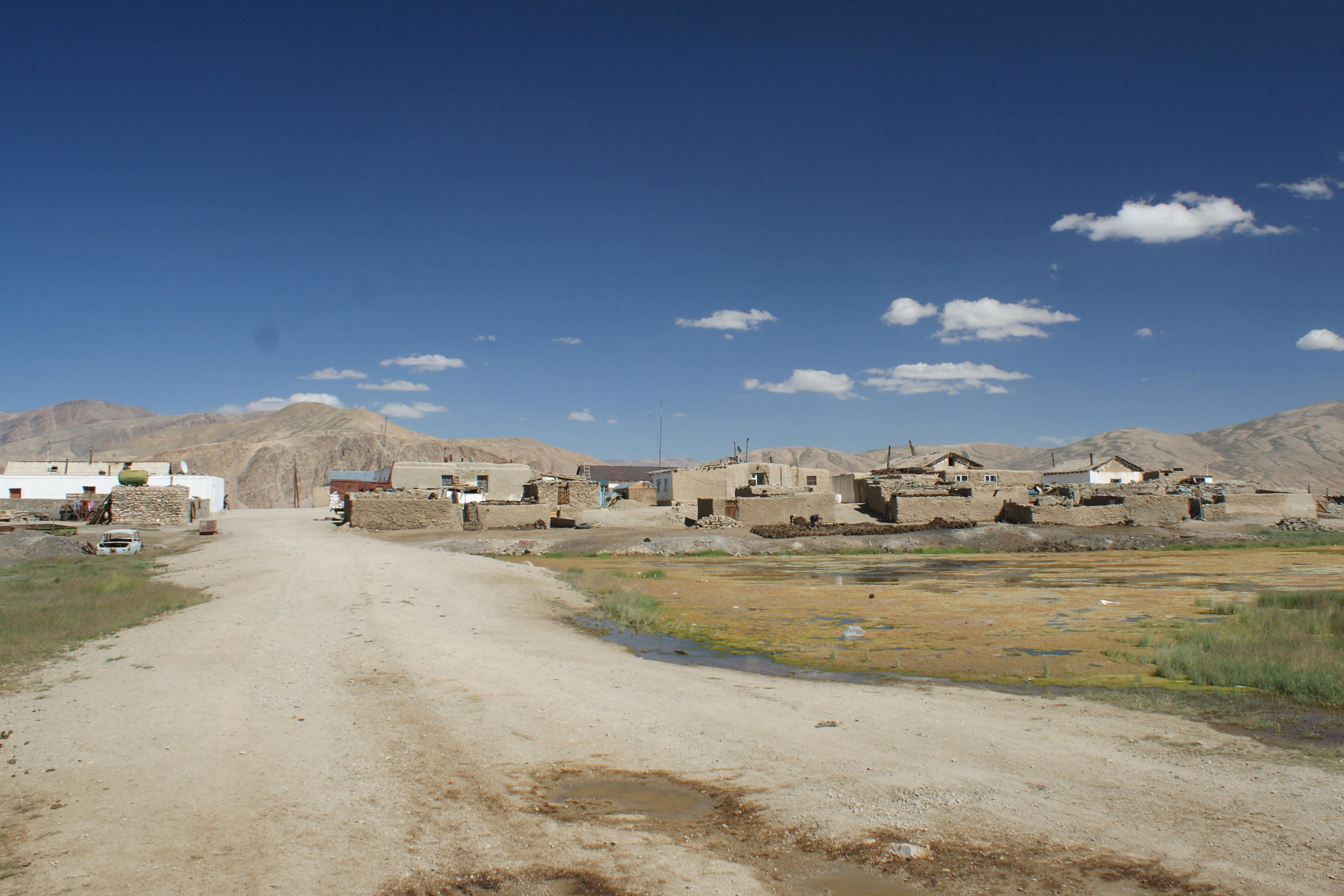
قرية بولونكول

تُعرف قرية بولونكول بأنها واحدة من أبرد الأماكن المأهولة بالسكان في آسيا الوسطى مع درجة حرارة دنيا قياسية تبلغ -63 درجة مئوية.
عرضت جامعة الأمم المتحدة بحيرة وقرية بولونكول في فيلم بيئي قصير.